# 辰
辰（たつ、しん）は、十二支のひとつである。通常十二支の中で第5番目に数えられる。
前年は卯（う）、次年は巳（み）である。

## 概要
- 辰年は、西暦年を12で割って8が余る年が辰の年となる（日本では新暦1月1日に始まるが、中国では旧暦1月1日に始まる）。なお、年を表す時の別名は執徐[1]。
- 辰の月は旧暦3月（概ね新暦4月）。
- 辰の刻は午前8時を中心とする約2時間。
- 辰の方は北基準右廻り120°（南東よりやや東、東南東よりやや南、南東微東よりやや東）の方角である。
- 基本性質の五行に関しては諸説があり、古典などでは春季に属することから木気（土用時は土旺）とされていたり[2]、後世の一部識者などの考察では土気に属する（根拠や裏付けは不明）といった説などが存在している[3][4]。
- 蔵干は本気が戊、中気が癸、余気が乙。
- 陰陽は陽である。

なお、現在の暦では辰年は通常閏年となっている （他に子年、申年も同様）。辰年で閏年にならない年は、前回は1700年、次回は2300年であり、必ず干支は庚辰となる。
- 反対側は、戌（いぬ）。

## 伝承
『漢書』律暦志によると辰は「振」（しん：「ふるう」「ととのう」の意味）。草木の形が整った状態を表しているとされる。
後に覚え易くするために神話動物の竜が割り当てられた。東南アジアではナーガ、ペルシャではクジラや大海蛇、グルン族の十二支では鷲、トルコでは魚やワニ等の動物に置き換えられている。アンタレスを象徴するともされる。
相場格言に「辰巳天井、午尻下がり、未辛抱、申酉騒ぐ。戌は笑い、亥固まる、子は繁栄、丑はつまずき、寅千里を走り、卯は跳ねる」があり、辰年の相場は俗に上昇相場と言われる。

## 辰を含む干支
- 戊辰（1の位が8の年）
- 庚辰（1の位が0の年）
- 壬辰（1の位が2の年）
- 甲辰（1の位が4の年）
- 丙辰（1の位が6の年）

## その他
文化大革命の際には、ジャイアントパンダを代わりに十二支として設定しようとする動きもあり、南京町が十二支像を中国に発注した際に亥（猪）像の代わりにパンダ像が手違いで届いた原因ともされている。